# Bernardo Rico y Ortega
Bernardo Rico y Ortega (El Escorial, 1825 o 1830- Madrid, 9 de desembre de 1894) fou un gravador espanyol. Era germà del pintor Martín Rico.

## Biografia
Fou deixeble a Madrid de Vicente Castelló i de Calixto Ortega. Va començar a signar les seves primeres obres en els últims toms del Semanario Pintoresco Español i de La Ilustración, periòdics que foren els iniciadors a Espanya del gènere de publicacions il·lustrades. Més tard va presentar diferents proves de gravats en l'Exposició de Belles arts de 1856, aconseguint gràcies a la seva constància en les de 1858 i 1864 dues medalles de tercera classe, i una consideració d'igual premi en la de 1866. En les seves obres, segons la crítica, cap a 1868, es notava un descuit cap a l'aspecte material del gravat, posant tanmateix molta atenció en el dibuix.
Endemés a El Museo Universal, il·lustrà les novel·les El cocinero de S.M., Luisa ó el ángel de redencion, Garibaldi y Diego Corriente; i les obres Historia del Escorial, de Rotondo; El drama de 1793, El Arte en España, Nuevo viajero universal, Historia de las armas de infantería y caballería, entre d'altres.
També col·laborà en La Ilustración de Madrid, on de tant en tant ajudava Paris en els retrats, Carretero i algun altre; allí omplia totes les exigències del gravat, doncs, com és sabut, va acostumar a signar sempre així les seves pròpies obres com les dels seus nombrosos deixebles, és a dir, quant sortia del seu taller; així com a La Ilustración Española y Americana, on fou director artístic i que hauria degut «en bona part [a Rico] la seva preponderància i floriment». A més fou president del Círculo de Bellas Artes de Madrid. José Gutiérrez Abascal «Kasabal» declararia en un obituari de La Correspondencia de España després de la mort de Bernardo Rico —potser una mica exageradament— que «poques estampes s'havien publicat a Espanya des de l'any 1850, per il·lustrar novel·les, per adornar obres, per reproduir monuments, que no portin la signatura de Bernardo Rico com a gravador».
Va morir el 9 de desembre de 1894, i fou enterrat en un sarcòfag del pati de Santa Gertrudis, al cementiri de San Justo de Madrid.

## Notes

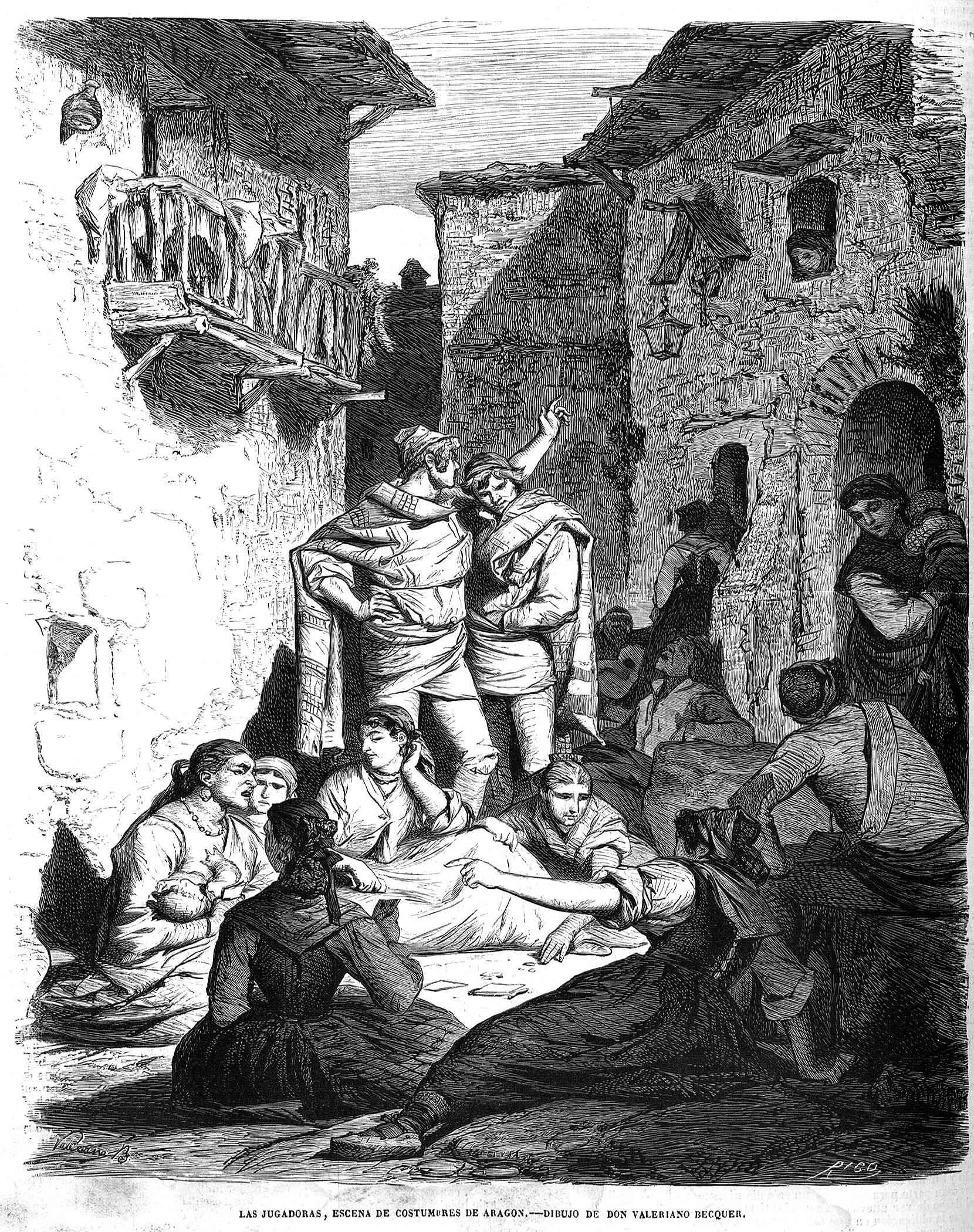
Las jugadoras, de Valeriano Domínguez Bécquer, a El Museo Universal, juliol de 1865, gravat signat per «Rico».